# Артуро Брісіо Картер
Артуро Брісіо Картер (ісп. Arturo Brizio Carter; нар. 9 березня 1956) — колишній мексиканський футбольний арбітр. Відомий тим, що судив 6 матчів у рамках чемпіонату світу з футболу. Три з них він судив в рамках Чемпіонаті світу з футболу 1994 і три — у рамках Чемпіонату світу з футболу 1998. За 6 матчів він показав 29 жовтих і 7 червоних карток, що на цей час є рекордом.

## Кар'єра
Судив на таких турнірах:
- Юнацький чемпіонат світу з футболу до 16 років: 1987 (2 матчі)
- Молодіжний чемпіонат світу (U-20): 1989 (1 матч)
- Чемпіонат націй КОНКАКАФ 1989 (2 матчі)
- Золотий кубок КОНКАКАФ 1991 (2 матчі, включаючи фінал)
- Олімпійські ігри: 1992 (4 матчі)
- Кубок Америки: 1993 (2 матчі)
- Золотий кубок КОНКАКАФ 1993 (1 матч)
- Чемпіонат світу з футболу 1994 (3 матчі)
- Кубок Америки: (2 матчі, включаючи фінал)
- Чемпіонат світу з футболу 1998 (3 матчі)
- Золотий кубок КОНКАКАФ 1998 (2 матчі)